# Campionati del mondo di mountain bike 2012 - Cross country maschile Elite
Il Cross Country maschile Elite dei Campionati del mondo di mountain bike 2012 si è svolto l'8 settembre 2012 a Saalfelden, in Austria, su un percorso di 38,3 km. La gara è stata vinta dallo svizzero Nino Schurter, che ha terminato la gara in 1h40'55", alla media di 22,77 km/h.

## Ordine d'arrivo (Top 10)
| Pos. | Corridore             | Squadra    | Tempo    |
| ---- | --------------------- | ---------- | -------- |
| 1    | Nino Schurter         | Svizzera   | 1h40'55" |
| 2    | Lukas Flückiger       | Svizzera   | a 29"    |
| 3    | Mathias Flückiger     | Svizzera   | a 51"    |
| 4    | Julien Absalon        | Francia    | a 1'04"  |
| 5    | Fabian Giger          | Svizzera   | a 1'16"  |
| 6    | Marco Aurelio Fontana | Italia     | a 1'45"  |
| 7    | Manuel Fumic          | Germania   | a 1'58"  |
| 8    | Burry Stander         | Sud Africa | a 2'01"  |
| 9    | Stéphane Tempier      | Francia    | a 2'06"  |
| 10   | Sergio Mantecón       | Spagna     | a 2'53"  |